# Équipe de Suisse de football en 1908
Cet article présente l'année 1908 pour l'équipe de Suisse de football. François Dégerine et Emil Halser s'occupent désormais d'une équipe qui, après deux ans sans jouer, retrouve la France. Même si elle s'incline, elle voit Arnold Frenken devenir son premier buteur. La Suisse rencontre ensuite l'Allemagne pour son premier match à domicile au Landhof de Bâle et enregistre du même coup sa première victoire. Cette rencontre est d'ailleurs la première de l'histoire allemande.

## Bilan
|           | Nombre de matchs | Victoires | Défaites | Matchs nuls | Buts marqués | Buts encaissés |
| Domicile  | 2                | 1         | 1        | 0           | 6            | 5              |
| Extérieur | 0                | 0         | 0        | 0           | 0            | 0              |
| Neutre    | 0                | 0         | 0        | 0           | 0            | 0              |
| Total     | 2                | 1         | 1        | 0           | 6            | 5              |

## Matchs et résultats
| Match amical                            | Suisse      | 1 - 2   | France                       | Les Charmilles, Genève                        |                                               |
| 8 mars 1908 · Historique des rencontres | Frenken 41e | (0 - 1) | 60e Sartorius · 70e François | Spectateurs : 4 000 Arbitrage : Henry Devitte | Spectateurs : 4 000 Arbitrage : Henry Devitte |
| 8 mars 1908 · Historique des rencontres | Rapport     |         |                              | Spectateurs : 4 000 Arbitrage : Henry Devitte | Spectateurs : 4 000 Arbitrage : Henry Devitte |

| Match amical                             | Suisse                                                | 5 - 3   | Allemagne                    | Landhof, Bâle                                 |                                               |
| 5 avril 1908 · Historique des rencontres | Kämpfer 21e 89e · Jordan 28e (csc) · Pfeiffer 32e 57e | (3 - 1) | 6e 69e Becker · 52e Förderer | Spectateurs : 3 500 Arbitrage : Henry Devitte | Spectateurs : 3 500 Arbitrage : Henry Devitte |
| 5 avril 1908 · Historique des rencontres | Rapport                                               |         |                              | Spectateurs : 3 500 Arbitrage : Henry Devitte | Spectateurs : 3 500 Arbitrage : Henry Devitte |